# Paco García
Francisco García Álvarez, detto Paco (Valladolid, 23 aprile 1967), è un allenatore di pallacanestro spagnolo.

## Carriera
Ha guidato la Costa d'Avorio ai Campionati africani del 2011.

## Palmarès
- Copa Príncipe de Asturias: 2

Tenerife: 2003
Breogán: 2008